# Pasteuriseren

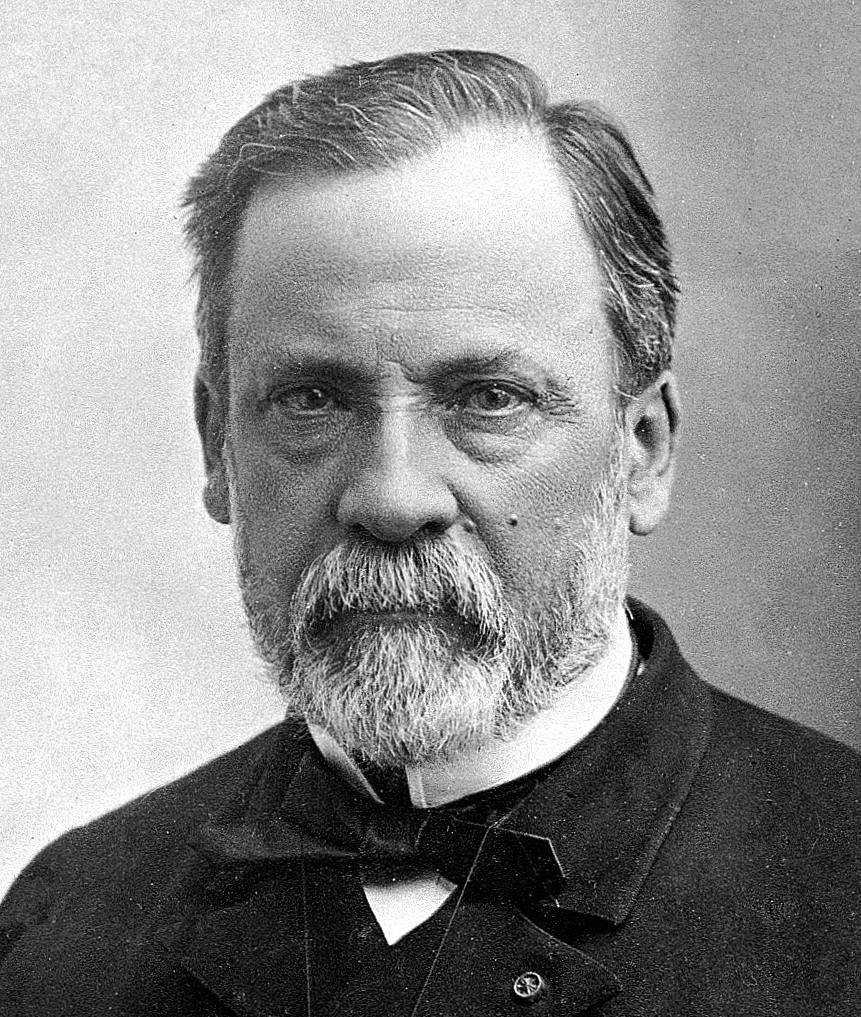
Louis Pasteur

Pasteuriseren is een proces in de voedselindustrie dat bacteriën in aan bederf onderhevige voedselproducten vernietigt door het voedsel kort te verhitten, zonder het product te veel te veranderen. Het proces is vernoemd naar de uitvinder, Louis Pasteur. Pasteur en Claude Bernard voerden de eerste pasteurisatie uit op 20 april 1862. Een afgeleide term is hogedrukpasteurisatie, waarbij het product onder extreem hoge druk wordt gebracht, maar niet verhit.
Bij pasteuriseren worden, in tegenstelling tot bij steriliseren, niet alle micro-organismen vernietigd. Pasteuriseren heeft tot doel het aantal micro-organismen te verminderen tot een veilig niveau, dit is het niveau waarbij het niet waarschijnlijk is dat ze ziekten kunnen veroorzaken (bij gekoeld bewaren en verbruik voor de vervaldatum).
Steriliseren is een met pasteuriseren vergelijkbaar proces met een veel hogere temperatuur waardoor de smaak sterk verandert, omdat de eiwitten in het gesteriliseerde product door de hoge temperatuur fysische wijzigingen ondergaan. Door deze smaakverandering is sterilisatie een minder gebruikte toepassing bij voedingsmiddelen.

## Pasteuriseren van melk
Pasteuriseren wordt voornamelijk met melk geassocieerd. Deze techniek werd voor het eerst op melk toegepast door Franz von Soxhlet in 1886. Er zijn twee wijdverbreide methodes om melk te pasteuriseren: hoge temperatuur/korte tijd (HTST), en ultra hoge temperatuur (UHT). Bij HTST wordt melk tot een temperatuur van 72 °C gebracht voor een periode van minstens 15 seconden; bij UHT daarentegen wordt de melk tot een temperatuur van 138 °C gebracht voor een periode van minstens 2 seconden.
De HTST-methode bereikt een vermindering van het aantal micro-organismen tot log vijf (0,00001 keer het oorspronkelijke aantal). Dit wordt als voldoende beschouwd voor alle gisten, schimmels en bedervende bacteriën. Ook zorgt dit voor een voldoende beperking van het aantal gangbare ziekteverwekkende hittebestendige organismen (onder meer de Mycobacterium tuberculosis, dat tuberculose veroorzaakt en de Coxiella burnetii, die Q-koorts veroorzaakt). Het pasteuriseringsproces moet ervoor zorgen dat de melk gelijkmatig verwarmd wordt en dat geen deel van de melk een kortere tijd of lagere temperatuur ondergaat tijdens het proces.
HTST-behandelde melk heeft een normale, gekoelde bewaartijd van twee tot drie weken, UHT-behandelde melk daarentegen kan over een langere periode bewaard worden (twee tot drie maanden). Als men UHT-pasteurisering toepast in combinatie met een steriele behandeling en verpakkingsmethode, kan de melk gedurende langere periodes op kamertemperatuur gehouden worden.

## Overige pasteuriseringsstandaarden en rauwe melk
Naast HTST en UHT bestaan ook andere minder bekende pasteuriseringsmethoden. Enerzijds, 'reeks-pasteurisering' (batch pasteurization), impliceert het verwarmen van grote hoeveelheden melk tot een lagere temperatuur (68 °C) voor een langere periode (ongeveer 30 minuten). Anderzijds, 'hoge hitte/korte tijd'-pasteurisering (HHST). Deze methode ligt ergens tussen HTST en UHT qua tijd en temperatuur. Pasteuriseren creëert zowel tijdelijke als permanente veranderingen van proteïnes in de melk.
De meeste wetgevingen laten geen dubbel pasteuriseren toe. Een warmtebehandeling aan lagere temperaturen voor een kortere periode wordt soms uitgevoerd. Deze melk is dan 'rauwe' melk, of verwarrend, ook wel niet-gepasteuriseerde melk. Deze melk mag niet 'gepasteuriseerd' genoemd worden, hoewel ook hier de meeste ziekteverwekkers gedood zijn.
'Rauwe' melk is recentelijk steeds populairder geworden door de veronderstelde heilzame werking. Voorstanders van 'rauwe' melk maken er aanspraak op dat deze melk sommige bestanddelen bevat die bij het pasteuriseringsproces verloren gaan. Zo bevat deze melk onder meer de immunoglobulines en enzymen lipase en fosfatase. 'Rauwe' melk bevat ook zo'n 20 % meer vitamine B6.
Sommige medici wijzen er echter op dat bepaalde mensen beter geen 'rauwe' melk kunnen drinken. Hierbij wordt meestal verwezen naar zwangere vrouwen, vrouwen die borstvoeding geven, zij die een immunosuppressieve behandeling ondergaan voor onder meer kanker, een orgaantransplantatie of auto-immuunziekten, en zij die een immuunziekte hebben zoals aids.
In bepaalde regio's, waaronder in delen van Afrika, wordt melk gekookt zodra ze gemolken is. Het koken verandert de smaak van de melk echter aanzienlijk.

## Referentie
- Rosenau, M.J., The Milk Question, Haughton Mifflin Company, Boston, 1913.